# Chroogomphus superiorensis
Chroogomphus superiorensis är en svampart som först beskrevs av Kauffman & A.H. Sm., och fick sitt nu gällande namn av Rolf Singer 1975. Chroogomphus superiorensis ingår i släktet Chroogomphus och familjen Gomphidiaceae.   Inga underarter finns listade i Catalogue of Life.